# Prethopalpus
Prethopalpus is een geslacht van spinnen uit de  familie van de Oonopidae (dwergcelspinnen).

## Soorten
- Prethopalpus alexanderi Baehr & Harvey, 2012
- Prethopalpus attenboroughi Baehr & Harvey, 2012
- Prethopalpus bali Baehr, 2012
- Prethopalpus bellicosus Baehr & Thoma, 2012
- Prethopalpus blosfeldsorum Baehr & Harvey, 2012
- Prethopalpus boltoni Baehr & Harvey, 2012
- Prethopalpus brunei Baehr, 2012
- Prethopalpus callani Baehr & Harvey, 2012
- Prethopalpus cooperi Baehr & Harvey, 2012
- Prethopalpus deelemanae Baehr & Thoma, 2012
- Prethopalpus eberhardi Baehr & Harvey, 2012
- Prethopalpus fosuma (Burger, 2002)
- Prethopalpus framenaui Baehr & Harvey, 2012
- Prethopalpus hainanensis Tong & Li, 2013
- Prethopalpus humphreysi Baehr & Harvey, 2012
- Prethopalpus ilam Baehr, 2012
- Prethopalpus infernalis (Harvey & Edward, 2007)
- Prethopalpus java Baehr, 2012
- Prethopalpus julianneae Baehr & Harvey, 2012
- Prethopalpus khasi Baehr, 2012
- Prethopalpus kintyre Baehr & Harvey, 2012
- Prethopalpus kranzae Baehr, 2012
- Prethopalpus kropfi Baehr, 2012
- Prethopalpus leuser Baehr, 2012
- Prethopalpus madurai Baehr, 2012
- Prethopalpus magnocularis Baehr & Thoma, 2012
- Prethopalpus mahanadi Baehr, 2012
- Prethopalpus maini Baehr & Harvey, 2012
- Prethopalpus marionae Baehr & Harvey, 2012
- Prethopalpus meghalaya Baehr, 2012
- Prethopalpus oneillae Baehr & Harvey, 2012
- Prethopalpus pahang Baehr, 2012
- Prethopalpus pearsoni Baehr & Harvey, 2012
- Prethopalpus perak Baehr, 2012
- Prethopalpus platnicki Baehr & Harvey, 2012
- Prethopalpus rawlinsoni Baehr & Harvey, 2012
- Prethopalpus sabah Baehr, 2012
- Prethopalpus sarawak Baehr, 2012
- Prethopalpus scanloni Baehr & Harvey, 2012
- Prethopalpus schwendingeri Baehr, 2012
- Prethopalpus tropicus Baehr & Harvey, 2012
- Prethopalpus utara Baehr, 2012